# Operació Antropoide

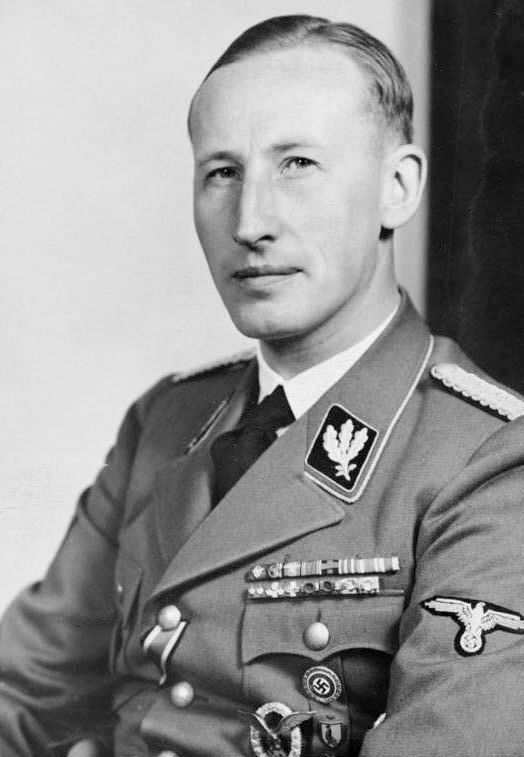
Reinhard Heydrich, l'objectiu de l'operació Antropoide

Operació Antropoide va ser el nom clau per a l'operació destinada a assassinar al segon líder de les SS, Reinhard Heydrich. Era cap de l'Oficina Principal de Seguretat del Reich (Reichssicherheitshauptamt, o RSHA), Protector de Bohèmia i Moràvia i un dels principals planificadors de la Solució Final, el programa per al genocidi dels jueus europeus.

## Reinhard Heydrich
Heydrich era un SS-Obergruppenführer i General der Polizei, cap del RSHA des del setembre de 1939. Aquest organisme incloïa la Policia Secreta de l'Estat (la Gestapo), el Servei de Seguretat (Sicherheitsdienst o SD) i la Policia Criminal (Kripo). L'agost de 1940, Heydrich va ser nomenat President de l'Organització Internacional de Policia Criminal (Interpol). Heydrich va ser un planificador clau en l'eliminació dels adversaris de Hitler, i seria un dels planificadors clau del genocidi dels jueus. Va participar en la majoria de les intrigues del dictador, per a qui fou un valuós aliat polític i conseller.
El setembre del 1941, Heydrich va ser nomenat Protector de Bohèmia i Moràvia, en substitució de Konstantin von Neurath. Hitler acordà amb Himmler i Heydrich que l'actitud tova de von Neurath cap als txecs havia permès els sentiments anti-alemanys i encoratjava la resistència antialemanya amb vagues i sabotatges. Heydrich arribà a Praga per "enfortir la policia i portar a terme contramesures contra la resistència" i mantenir les quotes de producció dels vehicles i les armes txeques, considerades "molt importants per a l'esforç de guerra alemany". Durant el seu període com a dictador de facto de Bohèmia i Moràvia, Heydrich sovint es desplaçava amb el seu conductor en un cotxe descobert. Aquesta era una prova de la seva confiança en les forces d'ocupació i de l'efectivitat del seu govern. A causa de la seva eficiència brutal, Heydrich va rebre el malnom de el Carnisser de Praga, la Bèstia Rossa i L'home de la forca.

### Context estratègic

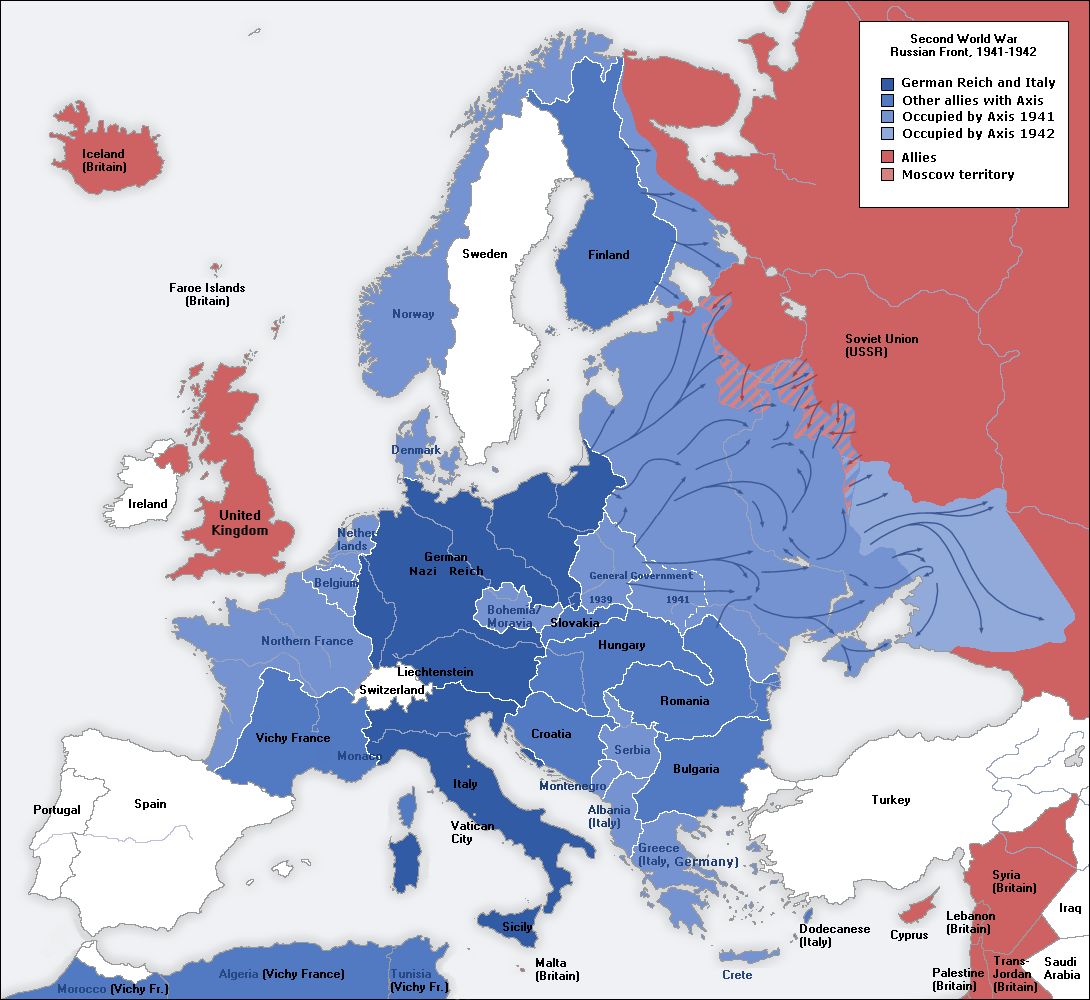
El zenit alemany al 1941-42.

A finals de 1941, Hitler controlava pràcticament tota l'Europa continental, i les tropes alemanyes s'apropaven a Moscou. Els aliats consideraren com a probable una capitulació soviètica. El govern txecoslovac a l'exili, sota el President Edvard Beneš, era pressionat per la intel·ligència britànica, car hi havia hagut molt poca resistència visible des de l'ocupació dels Sudets pel Tercer Reich el 1938. La invasió havia estat possible per l'Acord de Múnic i el terror implantat a partir d'aquell moment pels ocupants havia trencat la voluntat dels txecs. Mentre que en diversos països derrotats al camp de batalla (Polònia, Iugoslàvia o Grècia) la resistència era activa des de l'inici de l'ocupació, les terres txecoslovaques estaven tranquil·les, i a més les seves indústries eren utilitzades pel règim nazi per produir una gran quantitat de material militar. Aquestes acusacions eren en part injustes, ja que no tenien en compte el nombre de soldats txecoslovacs allistats a les forces aliades i en especial la contribució dels pilots incorporats a la RAF.
Tanmateix, el govern a l'exili desitjava dur a terme una acció esclatant que donés ànims a la població txecoslovaca i, alhora, demostrés al món que els txecoslovacs també eren aliats actius. L'estatus de Reinhard Heydrich com a Protector de Bohèmia i Moràvia, així com la seva reputació com a responsable del terror sobre els ciutadans locals van fer que fos escollit sobre Karl Hermann Frank com a objectiu d'un assassinat. L'operació també volia provar que els nazis no eren intocables.

## L'Operació

### La Planificació
L'operació va rebre el nom clau "Antropoide". Amb l'Executiva Especial d'Operacions (SOE) britànic, els preparatius s'iniciaren el 20 d'octubre de 1941. El sots-oficial Jozef Gabčík i el sergent Karel Svoboda van ser escollits per portar a terme l'operació el 28 d'octubre de 1941 (el Dia de la Independència de Txecoslovàquia). Svoboda va ser substituït per Jan Kubiš després d'una ferida al cap durant l'entrenament, cosa que va endarrerir la missió, car a la data prevista Kubiš no havia completat l'entrenament i encara no se li havia acabat de preparar la documentació falsa.

### La penetració

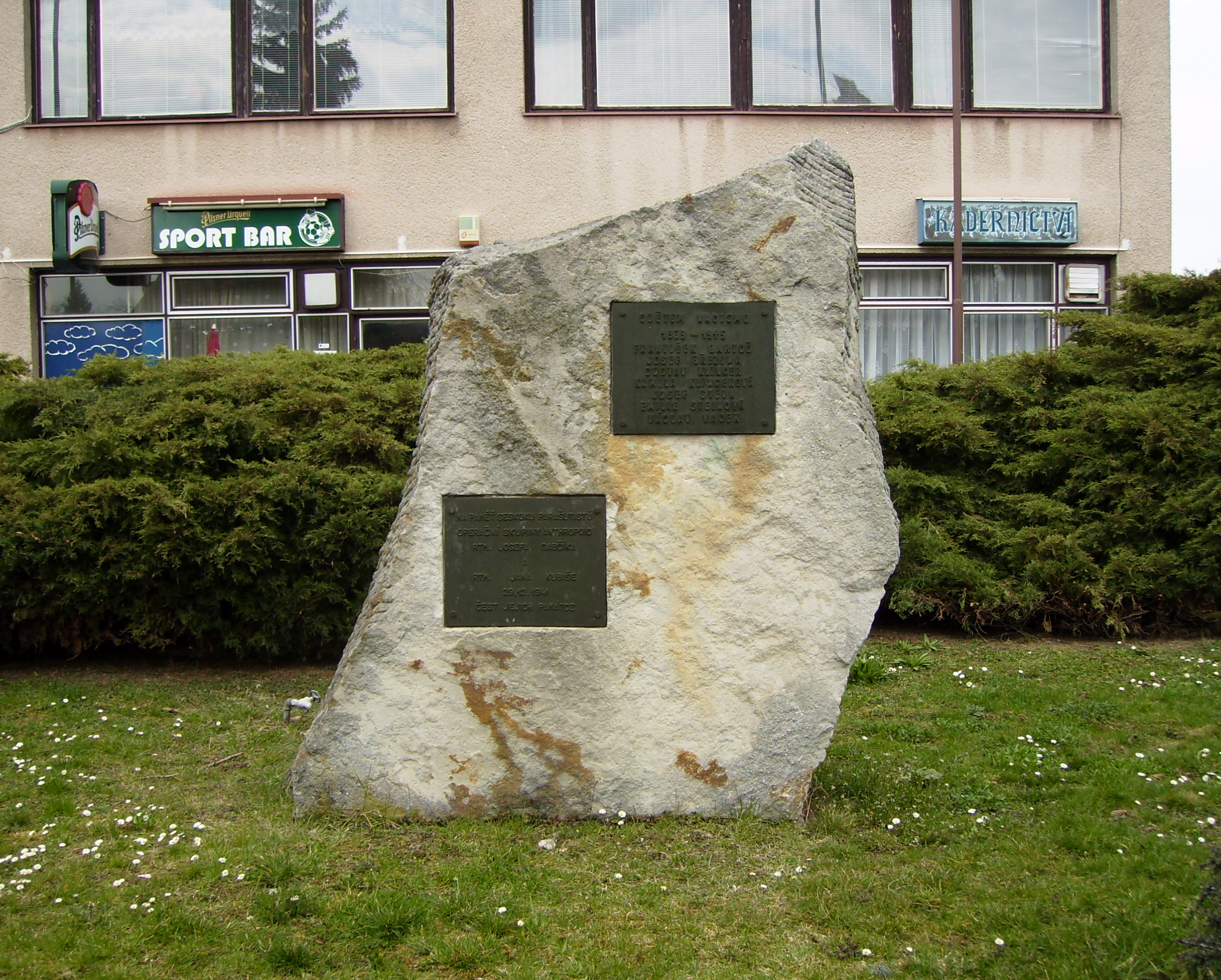
Memorial a Gabčík and Kubiš a Nehvizdy

Jozef Gabčík i Jan Kubiš van viatjar cap a Txèquia, juntament amb 7 soldats més de l'exèrcit txecoslovac a l'exili, en dos grups anomenats "Silver A" i "Silver B" (amb missions diferents) en un Halifax del 138è Esquadró de la Royal Air Force a les 22:00 del 28 de desembre de 1941. Gabčík i Kubiš van saltar amb paracaigudes el 29 de desembre cap a les 2h de la matinada prop de Nehvizdy, a l'est de Praga; encara que el pla era que aterressin prop de Pilsen, però els pilots van tenir problemes d'orientació. Els soldats van traslladar-se fins a Pilsen per contactar amb els seus aliats, i d'allà a Praga, on es planejà l'atemptat.
A Praga van posar-se en contacte amb diverses famílies i organitzacions antinazis que els ajudaren durant els preparatius per l'assassinat. Gabčík i Kubiš inicialment pensaren a matar Heydrich en un tren, però després d'examinar la logística, s'adonaren que això no era possible. El segon pla era matar-lo a la carretera del bosc en el camí des de la residència de Heydrich fins a Praga. Planejaren posar un cable a la carretera que havia d'aturar el cotxe de Heydrich però, després d'esperar diverses hores, el seu comandant, tinent Adolf Opálka (del grup Out Distance), els portà de tornada a Praga. El tercer pla era matar Heydrich a la mateixa Praga.

### L'atemptat a Praga

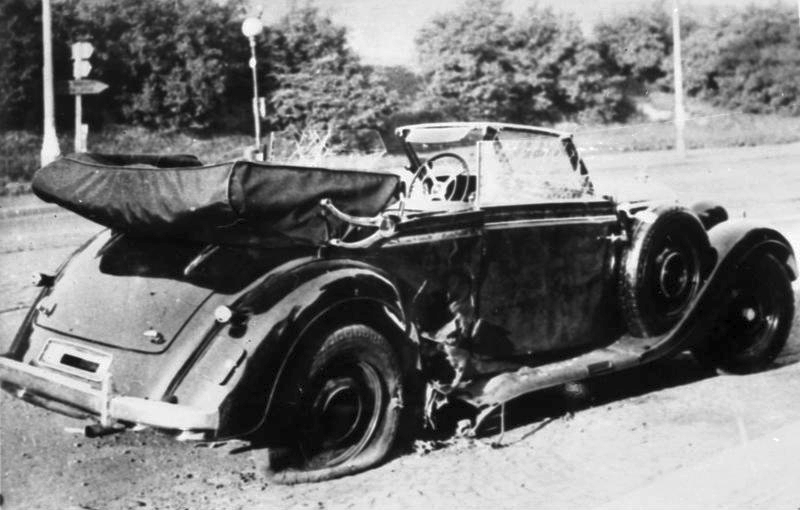
El cotxe en el qual Heydrich va resultar mortalment ferit, mostrant els danys de la granada antitanc.

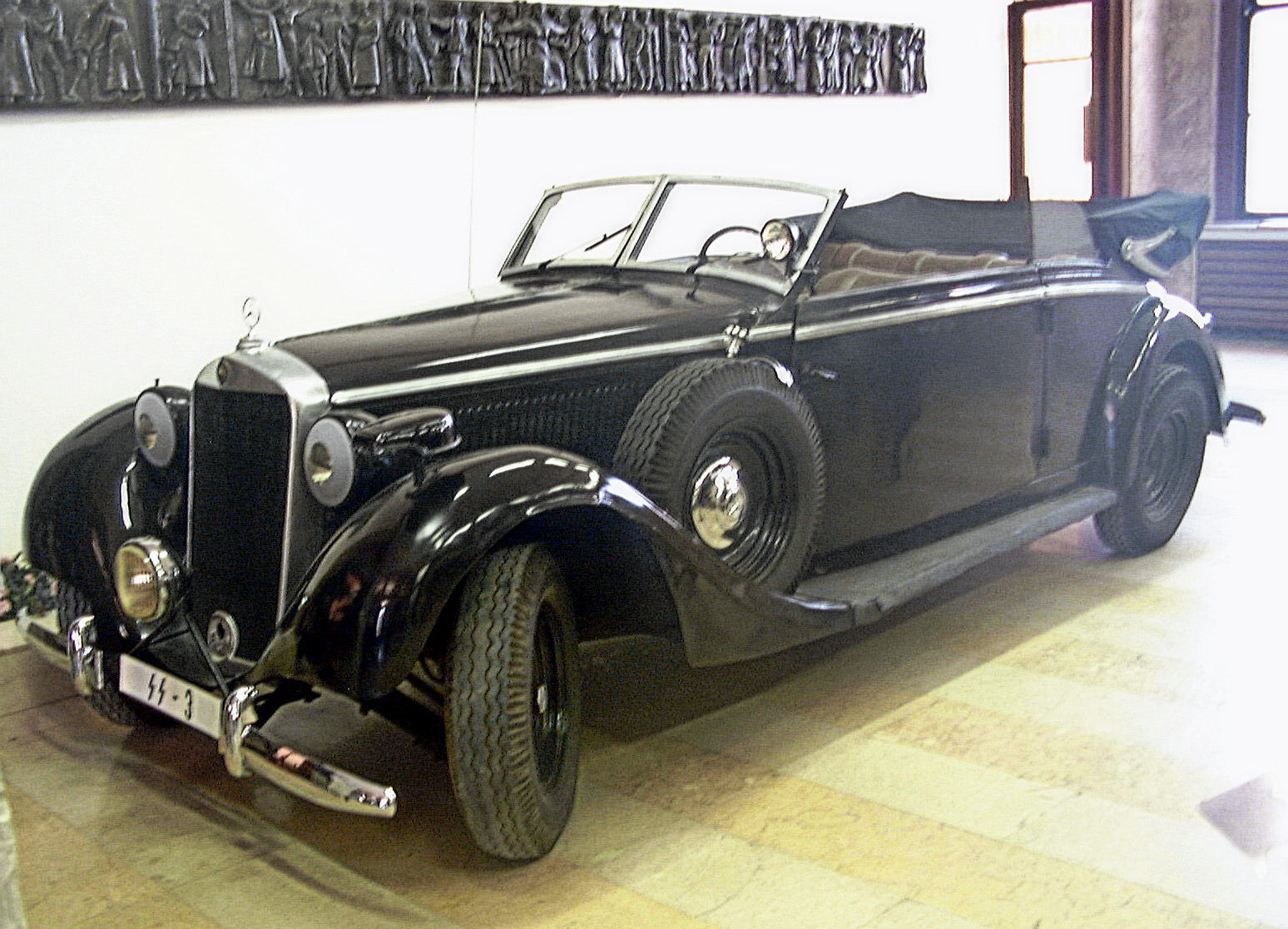
Un altre dels cotxes Mercedes 320 Convertible B de Heydrich, semblant a aquell en què Heydrich va ser mortalment ferit (actualment al Museu d'Història Militar de Praga)

El 27 de maig de 1942, a les 10:30, Heydrich feia el seu desplaçament de rutina diari des de la seva residència a Panenské Břežany fins al Castell de Praga. Gabčík i Kubiš esperaren a la parada del tramvia a la corba propera a l'Hospital Bulovka a Praga 8-Libeň. Valčik estava situat a uns 100 metres al nord de Gabčík i Kubiš com a vigia per avisar de l'arribada del cotxe. Quan el Mercedes-Benz descobert de Heydrich s'apropava, Gabčík s'hi plantà al davant, intentant obrir foc, però la seva metralladora Sten s'encallà. Heydrich ordenà al seu conductor, SS-Oberscharführer Klein, que aturés el cotxe. Quan Heydrich s'aixecà per intentar disparar a Gabčík, Kubiš llançà una granada antitanc modificada al vehicle, i els seus fragments travessaren el parafangs posterior dret del vehicle, fent que entressin restes de metralla i fibres al cos de Heydrich, tot i que la granada no arribà a entrar al cotxe. Kubiš també va resultar ferit per la metralla. Heydrich, aparentment sense adonar-se de les seves ferides, sortí del cotxe, tornà el foc i intentà agafar Gabčík, però va caure de seguida. Klein tornà del seu intent de capturar Kubiš, i Heydrich li ordenà que capturés Gabčík. Aquest va disparar amb el seu revòlver contra Klein i el ferí en la persecució. Al començament, Gabčík i Kubiš estaven convençuts que l'assalt havia fracassat.

### Tractament mèdic i mort
Heydrich va ser portat a l'Hospital de Bulovka, a 250 metres d'allà. Allà el va operar el Professor Hollbaum, cap de cirurgia de la Universitat Carles de Praga, assistit pel Dr. W. Dick, cap de cirurgia de l'hospital. Els cirurgians reinflaren el pulmó esquerre, retiraren la punta de l'onzena costella, que estava fracturada, suturaren el diafragma, inseriren diversos catèters i extirparen la melsa, que contenia fragments de la granada i material de la tapisseria. L'operació durà una hora i es desenvolupà sense incidents. El superior directe de Heydrich, el Reichsführer-SS Heinrich Himmler, envià el seu metge personal, Karl Gebhardt, qui arribà al vespre. Després del 29 de maig, Heydrich quedà totalment en mans de metges de les SS. En el post-operatori se li administraren grans quantitats de morfina. Hi ha versions contradictòries sobre si se li donaren sulfanilamides, però Gebhardt testificà el 1947, quan era jutjat per crims de guerra, que no se li n'havien administrat. El pacient desenvolupà una febre de 38-39 °C i drenatge de la ferida. Al cap d'una setmana semblava evolucionar favorablement quan de sobte perdé el coneixement mentre dinava i, després d'unes hores en estat de coma, morí l'endemà al matí. Els metges de Himmler van descriure la causa de la mort com septicèmia, una infecció del torrent sanguini. Una de les teories és que part de la crin de cavall usada a la tapisseria del seu cotxe penetrà al seu cos per l'impacte de la granada, causant-li una infecció sistèmica. També s'ha suggerit que va morir d'una embòlia pulmonar o cerebral.

## Conseqüències

### Represàlies

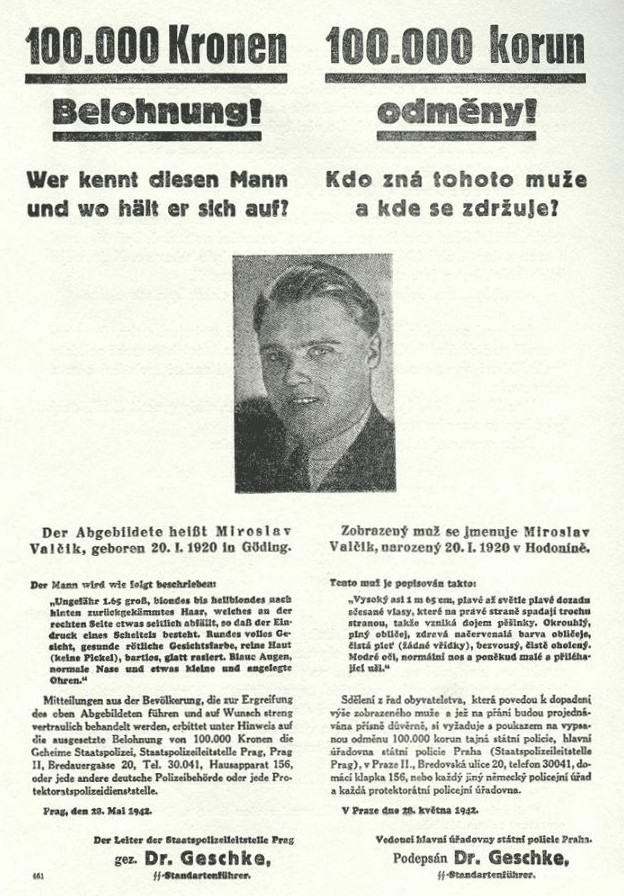
Recompensa oferta pels nazis per capturarJosef Valčík

Hitler ordenà a les SS i a la Gestapo que “ofeguessin en sang” Bohèmia fins que trobessin els assassins de Heydrich. Hitler volia començar amb matances brutals i indiscriminades de txecs però, després de consultes, reduí la seva directiva a només diversos milers. Les terres txeques eren claus per la indústria militar alemanya i una matança indiscriminada podia reduir la productivitat de la regió.

#### Lidice

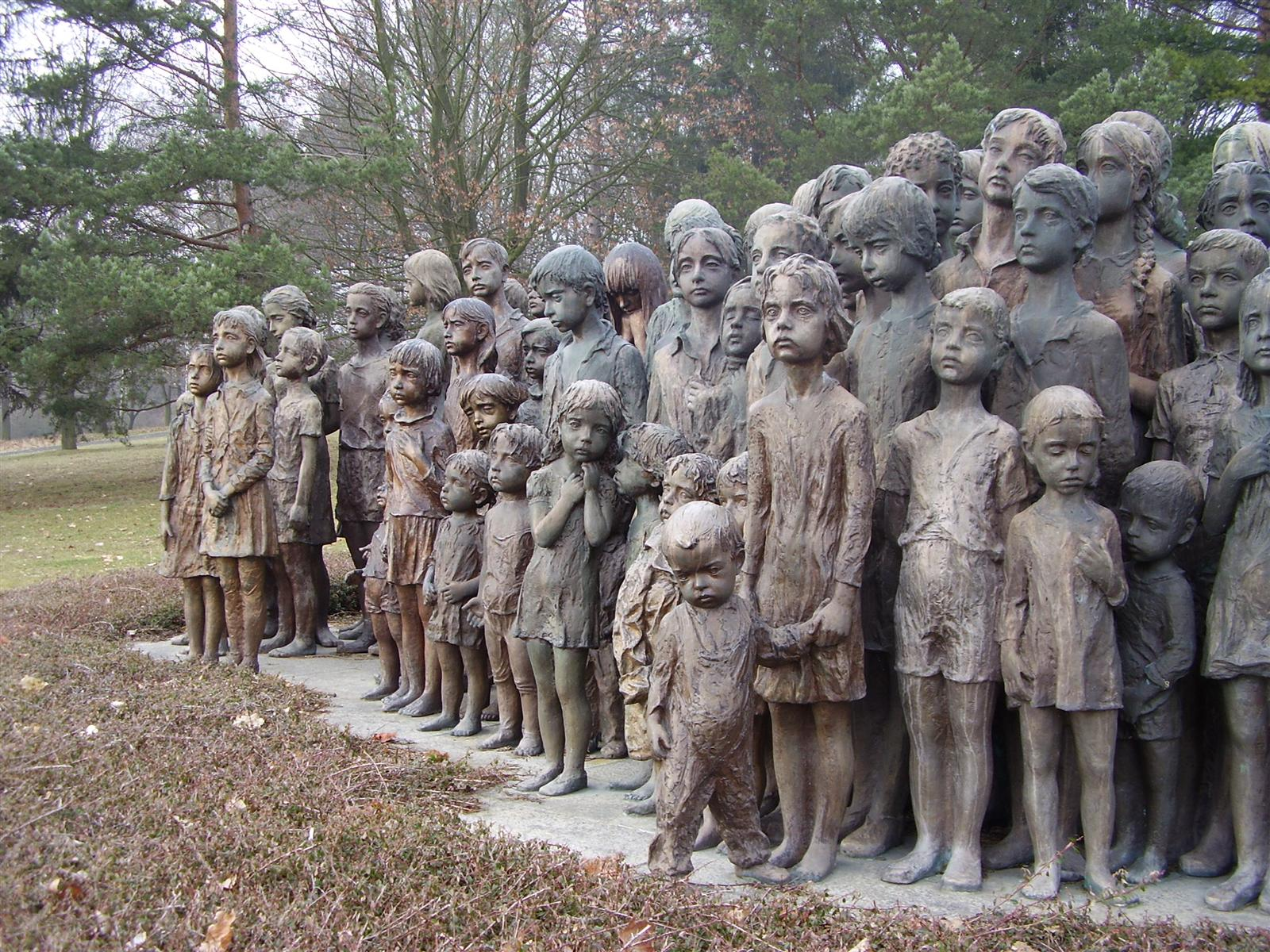
Monument commemoratiu de la Matança de Lidice.

L'incident més notori va ser al poble de Lidice, que va ser destruït el 9 de juny de 1942: 199 homes van ser executats, 195 dones van ser detingudes i 95 nens van ser deportats, 8 dels quals van ser donats per adopció a famílies alemanyes.
La possibilitat que els alemanys poguessin aplicar el principi de la "responsabilitat col·lectiva" en aquesta escala en revenja per l'assassinat de Heydrich no havia estat prevista pel govern txec a l'exili o bé es considerà un preu acceptable a pagar per eliminar a Heydrich i provocar represàlies que reduïssin l'aquiescència txeca a l'administració alemanya.
El primer ministre britànic Winston Churchill, enfurismat, suggerí arrasar 3 pobles alemanys per cada poble txec que els nazis destruïssin, en represàlia. Dos anys després de la mort de Heydrich es planejà un nou assassinat, aquest cop dirigit contra Hitler, l'operació Foxley, però no va ser finalment aprovat. L'operació Antropoide va ser l'única operació dirigida a matar un nazi d'alt rang, tot i que els polonesos mataren dos oficials superiors de les SS del Govern General (l'operació Kutschera i l'operació Bürkl) i el General-Kommissar de Belarús, Wilhelm Kube, va ser mort per una dona belarussa.

### Intents de capturar els soldats

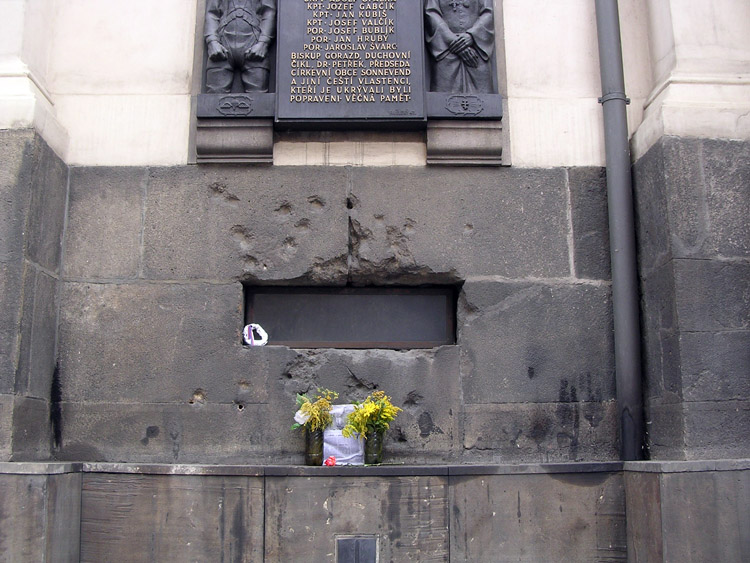
Finestra acribillada de l'Església de Sant Ciril i Sant Metodi de Praga on els comandos van ser emboscats.

Els atacants inicialment s'amagaren amb dues famílies de Praga i després es refugiaren a l'Església Karel Boromejsky, una església ortodoxa dedicada als Sants Ciril i Metodi de Praga. La Gestapo no va poder trobar-los fins que Karel Čurda (del grup Out Distance, l'objectiu del qual era el sabotatge) va ser detingut i va dir a la Gestapo els noms de les persones de contacte de l'equip local, cobrant una recompensa de mig milió de Reichsmarks.
Čurda traí diverses cases segures del grup Jindra, entre elles la de la família Moravec a Žižkov. A les 05:00 del 17 de juny, el pis dels Moravec va ser inspeccionat. Durant l'escorcoll la família va haver de quedar-se al corredor, però la Sra. Moravec va ser autoritzada a anar al servei, on es suïcidà amb una càpsula de cianur. El Sr. Moravec, aliè a la col·laboració de la seva família amb la resistència, va ser portat al Peček Palác juntament amb el seu fill Ata. Allà, Ata va ser torturat tot el dia; finalment, va ser despertat amb brandy i se li mostrà el cap tallat de la seva mare dins d'una peixera. Davant d'això, Ata Moravec va dir a la Gestapo tot allò que volien saber.
Les tropes de les SS van assetjar l'església però, malgrat els esforços de 700 soldats, no van poder capturar vius els paracaigudistes: tots 3, incloent Kubiš, van morir al cor (es va dir que Kubiš havia sobreviscut als combats, però que va morir poc després a causa de les ferides rebudes) després de dues hores de combats. Els altres quatre, incloent Gabčík, van suïcidar-se a la cripta després de rebutjar els atacs de les SS, els quals arribaren a portar camions de bombers per intentar inundar la cripta. Entre els alemanys (policia i SS) van haver 14 SS morts i 21 ferits. L'informe oficial de les SS parla de 5 SS ferits. Els homes de l'església només disposaven de pistoles de petit calibre, mentre que els atacants tenien metralladores i granades de mà.

### Segona onada de represàlies
En no poder capturar vius els paracaigudistes i enfurismats per la seva resistència, els alemanys van desfermar una segona onada repressiva. Van repetir les matances i destruccions de Lídice amb el poble de Ležáky, on hi havia una emissora de la resistència que havia estat denunciada per Karel Čurda i van detenir, torturar i assassinar o deportar al camp d'extermini de Mauthausen les persones denunciades per ell, les que van poder relacionar amb l'atemptat i ciutadans triats a l'atzar. Entre els assassinats només un 21% estaven relacionats directament amb la resistència. Més de 13.000 persones van ser detingudes, inclosa la xicota de Jan Kubiš, Anna Malinová, que va morir al camp de concentració de Mauthausen-Gusen. La tia del tinent Adolf Opálka, Marie Opálková, va ser executada a Mauthausen el 24 d'octubre de 1942. El seu pare, Viktor Jarolím, també va ser executat. Les germanes de Jozef Gabčík i les seves famílies es salvaren, ja que vivien a Eslovàquia i no estaven directament a l'abast de la Gestapo
El bisbe Gorazd, intentant minimitzar les represàlies entre els seus fidels, va culpar-se a si mateix de les accions a l'església, fins i tot escrivint a les autoritats nazis. El 27 de juny de 1942 va ser detingut i torturat; i el 4 de setembre, juntament amb els capellans de l'església i els principals líders laics, va ser afusellat. Per aquests fets, el bisbe Gorazd va ser glorificat com a màrtir per l'Església Ortodoxa Russa.

## Conseqüències polítiques
L'èxit de l'operació va fer que el Regne Unit i França revoquessin l'acord de Múnic pel qual havien acceptat la incorporació a Alemanya de la regió dels Sudets, que va ser retornada a Txecoslovàquia al final de la guerra.
Com que Heydrich era un dels principals líders nazis, es realitzaren dues grans cerimònies fúnebres. Una va ser a Praga, on al camí fins al Castell de Praga s'arrengleraren milers d'homes de les SS amb torxes. El segon funeral va ser a Berlín, al qual assistiren totes les principals figures nazis, inclòs el mateix Hitler, que posà les insígnies de l'Orde Alemany i de l'Orde de Sang sobre el coixí fúnebre.

## Memorials
El Museu Nacional Eslovac inaugurà una exhibició al maig del 2007 per commemorar els herois de la resistència txeca i eslovaca, presentant-la com una de les accions de resistència més importants al conjunt de l'Europa ocupada. Hi ha una petita font als Jardins Jephson, al Leamington Spa, un dels llocs on es fundà l'Exèrcit Txec d'Alliberament, que commemoren la valentia de les tropes.

## Retrats
L'Operació Antropoide va ser les bases per les pel·lícules de 1943 Hangmen Also Die i Hitler's Madman, per la pel·lícula de 1964 Atentat, la de 1975 Operation Daybreak i la de 2016 Operació Anthropoid.
També és l'objecte del llibre de 1960 Seven Men at Daybreak d'Alan Burgess; de la història de 1989 de The Killing of SS Obergruppenfuhrer Reinhard Heydrich de Callum MacDonald i del guanyador del Premi Goncourt 2010 "HHhH" de Laurent Binet.
| Paracaigudistes txecoslovacs implicats en l'operació. |                      |                     |                    |
| Sergent Jan Kubiš                                     | Sergent Jozef Gabčík | Tinent Adolf Opálka | Soldat Karel Čurda |